# Sigurd Curman

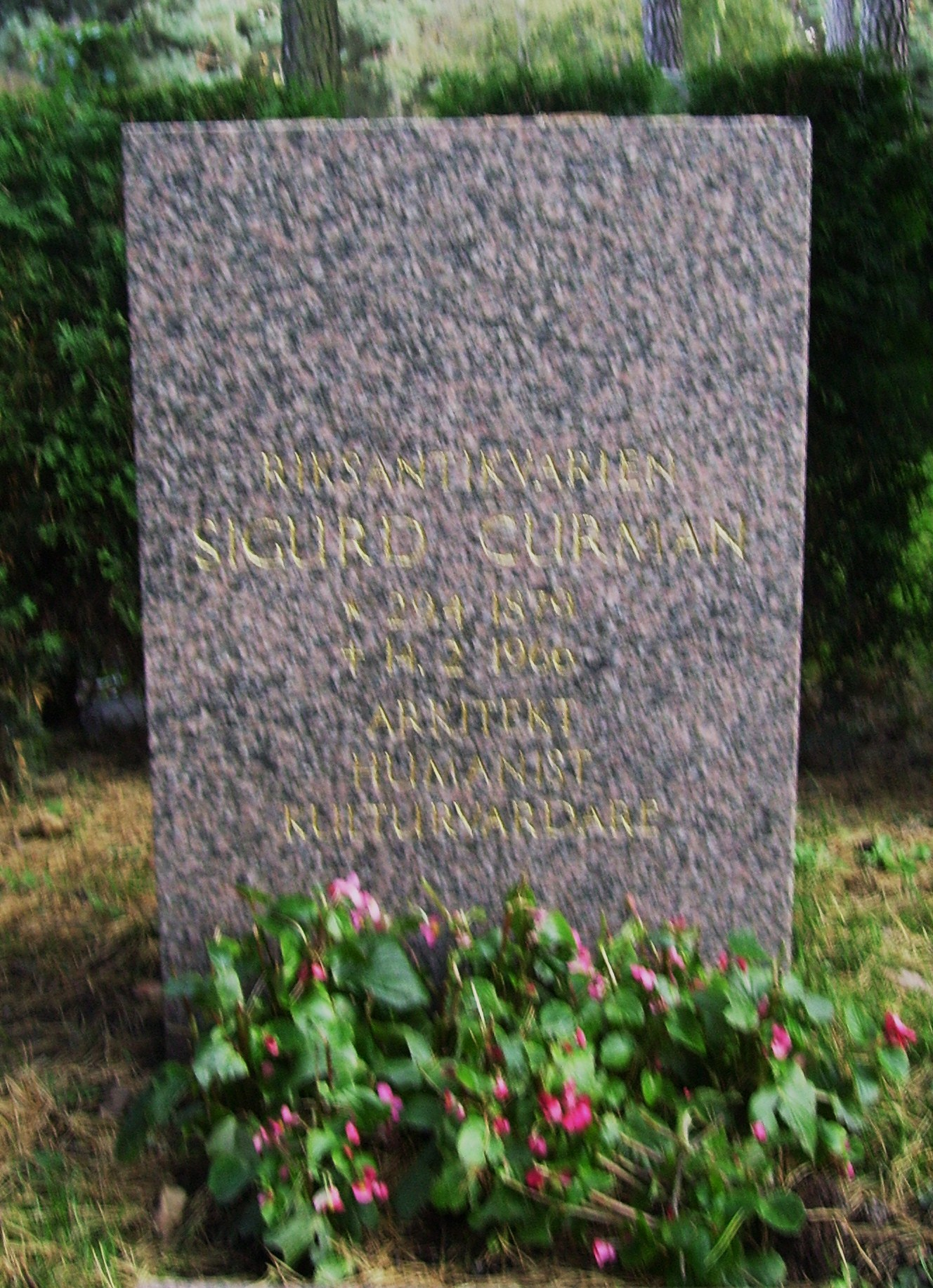
Sigurd Curmans gravvård på Norra begravningsplatsen i Stockholm. "Arkitekt, humanist, kulturvårdare", står det på stenen

Jon Sigurd Curman, född 29 april 1879 i Stockholm, död 14 februari 1966 i Solna församling, var en svensk kyrkorestaurator, professor i arkitekturhistoria och riksantikvarie.

## Biografi
Sigurd Curman var son till Carl och Calla Curman. Han växte upp i en välbärgad familj på Floragatan i Stockholm. Fadern, som var läkare, var vetenskapligt intresserad och pläderade för en sund själ i en sund kropp samt anses ha grundlagt det svenska badväsendet, men han hade också ett stort intresse för konst och arkitektur. Modern Calla var en mångsidig och kraftfull person. Hon var en skicklig pianist och en ledande aktör inom Handarbetets vänner och sällskapet "Nya Idun". Familjen hade en stor bekantskapskrets och deltog flitigt i Stockholms kulturella sällskapsliv.
Sigurd Curman gick i Östermalms läroverk från 1889, därefter i Norra Latinläroverket från 1893, och han avlade studentexamen 1897. Han växte således upp i en utvecklande miljö och fick många olika intressen. I hemmets bokhylla fanns en hel del arkitekturhistorisk litteratur. När han under gymnasietiden som 17-åring tillsammans med föräldrarna gjorde en tvåmånaders resa till Italien, kom hans intressen för arkitektur och arkitekturhistoria att förstärkas. I studentexamen, som han avlade den 21 april 1897, skrev han sin studentuppsats med titeln "De olika riktningarna inom den svenska vitterheten 1809–1830". Nu var frågan om han skulle fortsätta med naturvetenskap eller humaniora. Han löste problemet genom att välja en kombination av båda och avlade år 1900 en filosofie kandidatexamen med ämnena matematik, fysik och kemi samt estetik, dock med dispens från litteraturhistorien. Som lärare i konsthistoria hade han August Hahr. Sigurd Curman fortsatte med licentiatstudier i arkitekturhistoria men insåg att han även behövde praktiska kunskaper i byggnadskonsten, varför han påbörjade en arkitektutbildning. Under åren 1900–1901 gick han kvällskurser på Tekniska skolan och fortsatte 1901–1903 som extraelev vid avdelningen för husbyggnadskonst vid Tekniska högskolan i Stockholm. Bland lärarna hade han faderns vän och kollega arkitekten Isak Gustaf Clason, som rådde Sigurd Curman att ägna sig åt praktisk byggnadsrestaurering. Dock kom han aldrig att genomgå någon fullständig arkitektutbildning.
Sigurd Curman gifte sig 1903 med Signhild Gödecke som han skilde sig från 1929 för att gifta om sig med Elsa Broman. Han hade sex barn i sitt första äktenskap.

### Studieresa
Curmans intressen hade nu länkats mot gamla byggnadsverk och deras restaurering och konservering och åren 1903–1905 företog han en omfattande studieresa i Europa. I Bonn träffade han Paul Clemen, Provinzialkonservator för de tyska Rhenländerna och professor i konsthistoria i Bonn. Clemen vände sig mot de tidigare utförda restaureringarna till "ursprungligt skick", vid vilka man förkastade alla senare ombyggnader och tillägg. Curman fick följa med på hans resor och lärde sig mycket om både byggnadskonservering och framtagning av medeltida måleri.
I Frankrike inpräntade jesuitpatern de la Croix, inspecteur des monuments historiques i Poitier, tesen att "aldrig låta en byggnad ljuga", d.v.s. att inte lägga till något i en äldre tids stil.
I Venedig hade kampanilen på Piazza San Marco rasat i juli 1902, varigenom Sigurd Curman fick tillfälle att studera hur italienarna gjorde grundliga undersökningar av tillståndet hos Venedigs gamla byggnader för att förebygga ytterligare ras. Han lärde sig också hur man tog fram mosaiker och fresker, konserverade dem och även flyttade över dem till duk. På en järnvägsstation blev han bestulen på anteckningar och fotografier, vilka han tänkt använda för en framtida doktorsavhandling.

### Fortsatta studier
Tillbaka i Sverige fortsatte Curman sina akademiska studier och avlade 1908 en filosofie licentiatexamen för konsthistorikern Johnny Roosval i Uppsala. År 1910 anställdes han som biträdande lärare i svensk arkitekturhistoria och restaureringskonst vid Konstakademien. Den 28 maj 1912 disputerade han för filosofie doktorsgrad på avhandlingen Cistercienserordens byggnadskonst I. Byggnadsplanen och fick därefter en professur i ämnet, vilken han innehade till 1918. Han fullföljde aldrig avhandlingens del II men författade två grundläggande kapitel i verket "Svensk konsthistoria", som gavs ut 1913 av Johnny Roosval och Axel Romdahl.

### Restaureringar
När Curman kom hem från sin långa studieresa, hade Isak Gustaf Clason vid Överintendentsämbetet bett honom granska ett förslag till restaurering av Vreta klosters kyrka i Östergötland, upprättat år 1900 av arkitekten Gustaf Pettersson (1855–1933). Förslaget hade vandrat mellan Överintendentsämbetet, Vitterhetsakademien och Kungl. Maj:t i fem år utan att kunna komma till skott. Problemet var att man alltmer vände sig mot 1800-talets stilmässiga restaureringar. Bland annat hade författaren Verner von Heidenstam, med anledning av den pågående restaureringen av Gripsholms slott, skrivit om "Modern barbarism".
Curman gjorde 1905 ett besök vid Vreta kloster och konstaterade att det föreliggande förslaget "helt saknade en på historiska och tekniska undersökningar grundad underbyggnad samt att förslaget innehöll åtgärder, som direkt skulle strida mot både historisk rimlighet och moderna restaureringsprinciper". Följden blev att Överintendentsämbetet gav Curman i uppdrag att verkställa en sådan undersökning, vilken kom att äga rum 1907. Vid nyåret 1908 fick han en tjänst vid ämbetet som amanuens i restaureringsfrågor och utarbetade under sin chefs överinseende ett nytt restaureringsförslag för Vreta klosters kyrka. Det nya förslaget gillades och stadfästes av Kungl. Maj:t, varvid en kommission bildades och i mars 1915 påbörjades arbetena. Efter många omfattande arbeten kunde kyrkan återinvigas söndagen den 21 oktober 1917 av biskop Johan Wilhelm Personne. Den restaurerade kyrkan mottogs med stor entusiasm och lovordades av experter och allmänhet.
Under perioden 1909–1925 utförde Curman restaureringar av sjutton medeltida kyrkor. Han hade börjat 1909–1910 med framtagning av gamla kalkmålningar i Strängnäs domkyrka. Det gällde att finna en metod där konstverkens äkthet och historiska värde kunde bevaras, utan att den konstnärliga helhetsverkan gavs till spillo. Problemet löstes så att skadade eller förlorade ornamentala detaljer, om vilkas utseende intet tvivel kunde råda, kompletterades i den mån det av arkitektoniska skäl befanns önskvärt. Där det varit nödvändigt för kompositionens sammanhållande förstärktes målningarnas färger. I historiskt och konstnärligt avseende mera känsliga detaljer såsom ansikten, händer, viktigare dräktdelar och dylikt gjordes däremot inga kompletteringar. För att särskilja de nymålade partierna från originalmålningarna utfördes de förra i ett annat manér än originalen. De nya målningarna gavs prickade konturer och streckade färgplan, men av sådan beskaffenhet att de varken är iögonfallande eller inverkar oförmånligt på helhetsintrycket utan först upptäcks vid en närmare granskning. Dessa principer för målningsrestaurering har i fortsättningen allmänt accepterats.
Det andra stora restaureringsprojektet efter Vreta kloster var Varnhems klosterkyrka i Västergötland. Även här var arbetena mycket omfattande. Men Sigurd Curman engagerades även för restaureringar och renoveringar av några större profana byggnader. (Se verkförteckningen nedan.)

### Överintendentsämbetet blir Byggnadsstyrelsen
Då det var dags för en omorganisation av Överintendentsämbetet valdes Sigurd Curman till sekreterare i organisationskommittén. Han var kunnig och samarbetsvillig och blev den drivande kraften i projektet. År 1918 var den nya Byggnadsstyrelsen klar under sin generaldirektör Carl Möller. Under sig hade generaldirektören fyra byggnadsråd, där Curman blev chef för den kulturhistoriska byrån och i praktiken den högste vårdaren av de statliga minnesmärkena.

### Riksantikvarie
Så småningom erbjöds Curman ämbetet som riksantikvarie. Han tvekade länge att åta sig denna syssla men förmåddes tacka ja till utnämningen och hälsades den 3 juli 1923 välkommen som riksantikvarie och Vitterhetsakademiens sekreterare. Även för Akademien pågick en omfattande omorganisation och denna utmynnade 1933 i en ny stadga, vid vars utarbetande Curman varit pådrivande. Vitterhetsakademiens uppgift skulle vara att vårda sig om de historiska och filologiska ämnena medan skönlitteraturen skulle handhas av Svenska akademien. En viktig uppgift var att få ordning på Historiska museets samlingar. De kallades allmänt ”Kaos” och de många opublicerade undersökningarna benämndes ”sumpen”. Som riksantikvarie ansåg Curman visserligen att församlingarnas värdefulla inventarier inte skull samlas in till museerna utan behållas i kyrkorna där de hörde hemma. Men för fornvårdens skull var man i stort behov av större och bättre utrymmen.
Curman kallades 1927 av teologiska fakulteten vid Uppsala universitet till teologie hedersdoktor i samband med universitetets 450-årsjubileum. Han tackade först ja, men ångrade sig och avböjde efter en tid i en skrivelse (18 augusti 1927) med hänvisning till den tydliga kritik som framförts av en del präster och ärkebiskop Nathan Söderblom mot Riksantikvarieämbetet, som hade det yttersta ansvaret för kyrkobyggnadernas vård. Man skulle vid sina beslut om restaureringar inte tillräckligt mycket ha tagit hänsyn till kyrkornas funktion som levande och fungerande gudstjänstrum. Teologiska fakulteten var ännu vid denna tid i personalunion med Uppsala domkapitel, varför kritiken mot kyrkan riktades mot universitetet. 
År 1929 utlystes en arkitekttävling och 1931 avstyckades en tomt vid Narvavägen och Storgatan på Östermalm i Stockholm för den nya byggnaden. Curman gjorde en studieresa till USA, för att se hur man där byggde moderna museer och år 1943 kunde det nya museet med plats för samlingar och kontorslokaler invigas. Vid Vitterhetsakademiens sammanträde i maj 1946 var Sigurd Curman för sista gången föredragande och sekreterare. Han avtackades av preses, dåvarande kronprinsen Gustaf (VI) Adolf, "för hans utomordentliga insatser till Akademiens fromma". När kronprinsen efter Gustaf V:s död 1950 besteg tronen och därvid avgick som preses, övertogs posten av Curman, som blev kvar till 1955. Vid hans avgång slogs en medalj med inskriptionen: "Aedificans sed restitutans dux usque manebat.". Curman var även styrelseordförande för Samfundet Nordens Frihet från dess instiftande 1940 till 1943.

### Sveriges kyrkor
Under större delen av sitt verksamma liv arbetade Curman med inventering av Sveriges kyrkor. Han avsåg att göra en omfattande kulturminnesinventering över hela landet och år 1912 förelåg det första häftet. Tanken hade fötts redan i samband med en utställning av äldre kyrklig konst som anordnades 1910 i Strängnäs i samband med restaureringen av domkyrkan. Sigurd Curman och Johnny Roosval planerade verket och arbetet delades upp på ett flertal personer, men i praktiken hjälpte Curman till på alla ställen. När han lämnade arbetet som riksantikvarie ägnade han nästan hela sin tid åt Sveriges kyrkor i samarbete med de yppersta krafter han kunde få tag på. Det sista arbete Curman kunde fullfölja var en beskrivning av Strängnäs domkyrkas medeltida byggnadshistoria. Den 29 april 1964, på Sigurd Curmans 85-årsdag, förelåg arbetet i tryck.

## Verk

### Kyrkor

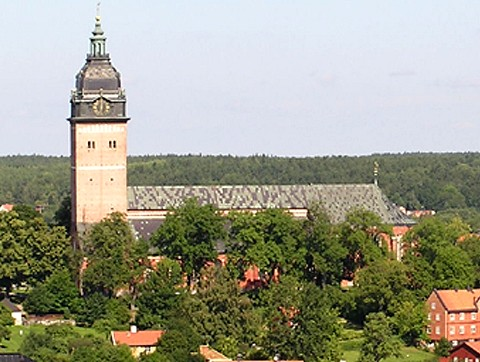
Strängnäs domkyrka, Södermanland

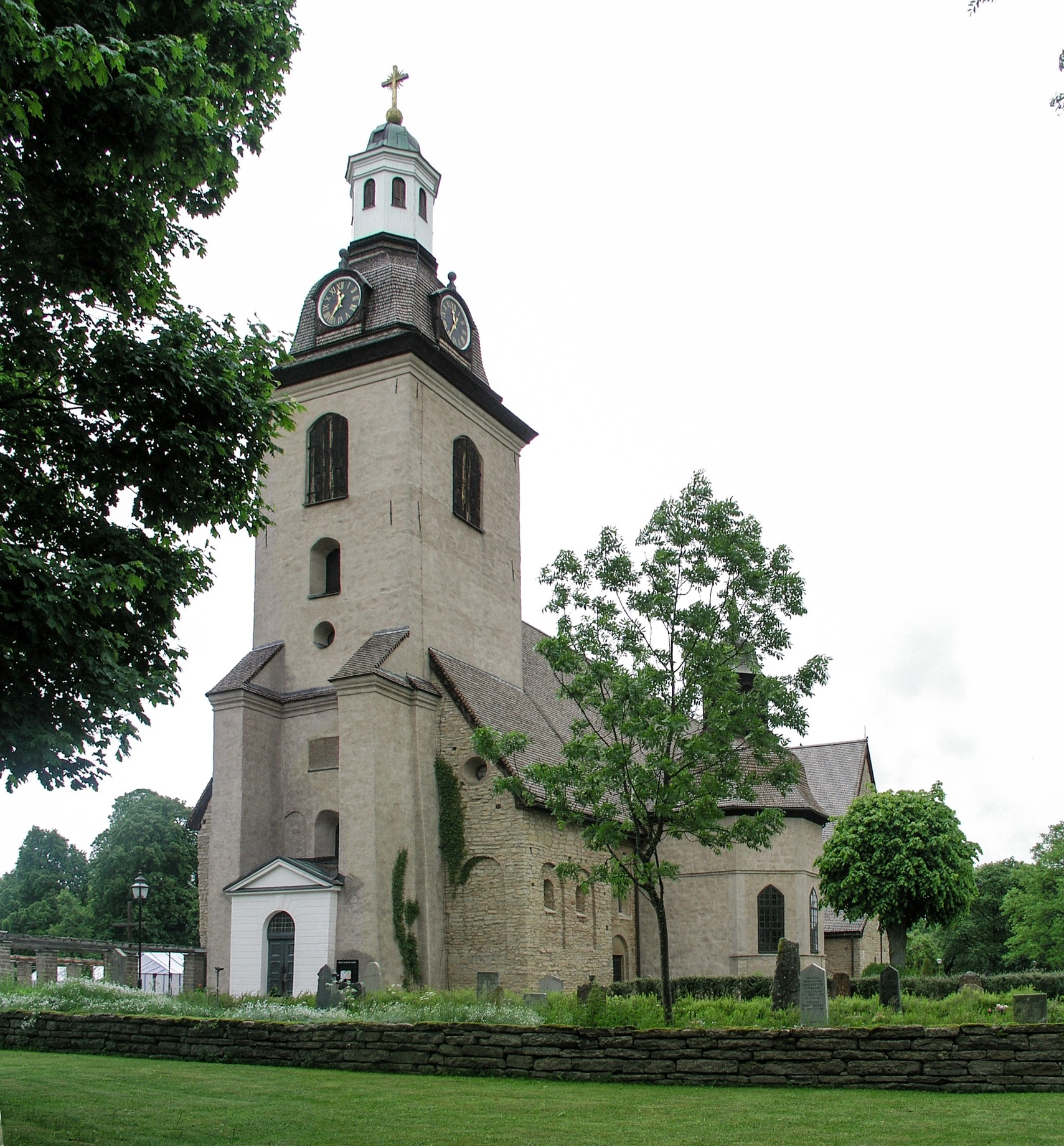
Vreta klosters kyrka, Östergötland

- Vreta klosters kyrka, Östergötland: Efter en besiktning 1905 görs en noggrann undersökning och uppmätning 1907. En noggrann uppmätning görs med uppritning i skala 1:50. Byggnaden undersöks medelst putsavknackningar och grävningar utförs på utvalda ställen.
- Strängnäs domkyrka, Södermanland: Restaurering, huvudsakligen av interiören, 1909–1910. Samtidigt utarbetas en metod för hur målningarna ska tas fram. Se ovan under rubriken Restaureringar!
- Stora Malms kyrka, Södermanland: Invändig restaurering 1909–1910. Gravkoret i öster avskiljs från kyrkan med en ny vägg, vari nytillverkade grindar av smide sätts in. Altaret flyttas fram i konsekvens med detta och korgolvet höjs två steg. Piporgeln flyttas från västläktaren till ett nytt podium i norra tvärskeppet. Kalkmålningar från 1600-talet tas fram i valvbågarna. De slutna bänkarna görs bekvämare och inredningen målas om. Varmluftsuppvärmning anordnas.
- Rasbokils kyrka, Uppland: Invändig restaurering 1909–1910. Kalkmålningar från 1400-talet tas fram. Orgelläktaren rivs och piporgeln placeras på ett podium i väster. De slutna bänkarna görs bekvämare. Predikstolen rengörs från senare påmålning och inredningen nymålas. Varmluftsuppvärmning anordnas.
- Alsike kyrka, Uppland: Invändig restaurering och renovering 1910–1911. Den medeltida altarskivan, använd som gravhäll i golvet, återfår sin plats på ett nytt altare i tegel. Indelningen av bänkkvarteren ändras och bänkarna görs bekvämare. Pyramider ställs upp. Läktarbarriären kortas av och piporgeln flyttas in under tornvalvet. Ny altarring anordnas. I korfönstret skapar konstnär Gunnar Hallström en ny glasmålning i mosaik. Nya fönster med blyspröjsar. Valv och inredning nymålas av dekorationsmålare Filip Månsson. Varmluftsuppvärmning införs.
- Torsångs kyrka, Dalarna: Invändig restaurering 1912. Trägolvet i koret ersätts med kalkstensgolv. De slutna bänkarna görs bekvämare. En sentida predikstol tas bort och kyrkans 1600-talsstol återuppsätts. Läktaren minskas på djupet och en ny trappa och läktarbarriär sätts upp. Valven kalkas och inredningen målas om. Korfönstret förses med glasmålning av Filip Månsson. Triumfkrucifixet sätts upp på södra korväggen. Varmluftsuppvärmning anordnas.
- Edebo kyrka, Uppland: Invändig restaurering 1913. Kalkmålningar från 1500-talet tas fram. Bänkindelningen ändras och de slutna bänkarna görs bekvämare. Läktaren tas bort och piporgeln placeras på ett podium i väster. Inredningens äldre målning tas fram och vissa delar nymålas. Varmluftsuppvärmning anordnas.
- Skefthammars kyrka, Uppland: Invändig restaurering 1915. Kalkmålningar från 1400-talet tas fram. Golv av tegel läggs in. Bänkkvarter ändras och de slutna bänkarna görs bekväma. Ny altarring anordnas. Fönster bakom altartavlan sätts igen. Dopfunt ställes upp vid västra gaveln.  Äldre målning å inredning tas fram och vissa delar nymålas. Elektrisk uppvärmning införs.
- Västeråkers kyrka, Uppland: In- och utvändig restaurering 1914–1916. Yttermurar omputsas och yttertaket erhåller ny spånbeklädnad. Kalkmålningar tas fram i sakristia och vapenhus och konserveras på övriga ställen. Läktaren rivs och piporgeln placeras på golvet. Korgolvet höjs två trappsteg. Bänkkvarteren ändras och de slutna bänkarna görs bekväma. Korfönstrets nedre del muras igen. Nya fönster med blyspröjsar. Nytt, murat altarbord och ny altarrundel. Inredningen målas. Varmluftsuppvärmning anordnas.
- Håbo-Tibble kyrka, Uppland: Invändig restaurering 1915–1916. Kalkmålningar från 1400-talet tas fram. Läktaren rivs och piporgeln placeras på ett podium i väster. Södra ingången genom vapenhuset tas ånyo upp. Västra vapenhuset anordnas som gravkor. Bänkkvarteren dras tillbaka från koret och de slutna bänkarna görs bekväma. Predikstolen flyttas till sin ursprungliga plats vid södra sidan och dess gamla målning tas fram. Övrig inredning nymålas. Korfönstret förses med glasmålning av dekorationsmålare Yngve Lundström. Varmluftsuppvärmning anordnas.

- Vreta klosters kyrka, Östergötland: Omfattande ut- och invändig restaurering 1915–1917. Marken sänks kring kyrkan. Utvändiga murytor renknackas från 1700-talsputs och kalkstenen fogstryks. Yttertaket beläggs med ekspån. Ursprungliga dörrar och vissa fönster, till exempel i östgaveln där de tre ursprungliga rundbågefönstren rekonstrueras. Robert Douglas gravkoret förses med ny tornhuv. Invändigt knackas all puts bort. Pelare och bågar av kalksten fogstryks, väggar och valv slammas. Kalkmålningar i gravkoren (1100- och 1400-tals) framtas och konserveras. Öppningar mellan koret och dess tvärarmar återupptas. Ny byggnad för sakristia, museum och transformatorrum uppförs på klostersakristians plats. Läktarna i kordelen rivs och kyrkbänkarna ersätts med nya korbänkar av skulpterad ek försedda med ljusstavar. I triumfbåge uppsätts ett öppningsbart korskrank och i triumfbågen ovanför placeras triumfkrucifixet. I västkyrkan ändras de slutna bänkarna till större bekvämlighet. Predikstolen erhåller en ny underdel och placeras på sin ursprungliga plats, där den förses med en ny trappa och rengörs från övermålning. Orgelläktaren och piporgeln tas ned, och en ny läktare skapas med den gamla läktarbarriären; på denna uppsätts den undanställda Wisteniusfasaden. Ny läktartrappa byggs i sten. Korgolv och altarpodium höjs, och en ny altarring med öppning på mitten anordnas. All inredning nymålas, textilier o.dyl. nyanskaffas i stor utsträckning. Slutligen förses kyrkan med elektrisk uppvärmning.
- Vika kyrka, Dalarna: Invändig restaurering 1917–1918. Kalkmålningar från 1500-talet tas fram. Bänkkvarteren ändras och de slutna bänkarna görs bekväma. Det gamla altarskåpet sätts åter upp och korfönstret förses med dekorativ glasmålning av Yngve Lundström. Norra sidans utbyggnad anordnas som dopkapell, vari flera medeltida träskulpturer, ljusstavar etc. placeras. Gapskullen återöppnas mot koret. Predikstolen i rokokostil på norra sidan ersätts med en äldre stol, som ställs upp på ursprunglig plats vid södra väggen. All inredning nymålas dekorativt. Sakristia och vapenhus ordnas och möbleras. Varmluftsuppvärmning anordnas.
- Eds kyrka, Uppland: Invändig restaurering 1918. Kalkmålningar från 1400-talet på korets väggar tas fram. En ny valvmålning med scener ur Jesu liv görs av konstnären Olle Hjortzberg i det senare slagna korvalvet, liksom även glasmålningar i korfönstren. De slutna bänkarna görs bekväma, läktaren minskas och sakristian erhåller ny inredning. På predikstol och läktarbarriär tas ursprungliga målningsdekorationer fram. I anslutning härtill görs en del nymålningar. Varmluftsuppvärmning anordnas.
- Råda kyrka, Skara stift, Västergötland: Invändig restaurering 1918–1919. De slutna bänkarna görs bekvämare. Läktaren byggs om och får ny läktarbarriär. Trägolvet ersätts delvis med stengolv.. Ny inredning i sakristian. Fönstren förses med blyinfattat antikglas. Väggar och inredning målas om helt och hållet.
- Balingsta kyrka, Uppland: Ut- och invändig restaurering 1918–1919. Ödekyrkans skapade ruiner lagas och muras om, delvis på ny grund. Nytt spåntak. Det tidigare rivna södra vapenhuset återuppbyggs. Långhuset övertäcks med trätak och förses med dekorativ målningar av Olle Hjortzberg och Filip Månsson, vilka även målade absidvalvet. Korvalvet, till hälften raserat, kompletteras och dess medeltida målningar konserveras. Golvet beläggs med kalksten och tegel. All inredning nyskapas utom den gamla predikstolen som finns bevarad. Slutna bänkkvarter. Restaureringen bekostas av den framlidne bankiren A. Berg på Wiks slott.
- Svärdsjö kyrka, Dalarna: Invändig restaurering 1920–1921. Kalkmålningar från 1400-talet tas fram. Golvet läggs om med tillvaratagande av gravstensfragment, varvid undersökning görs angående gamla grundmurar o.dyl. Mittgången breddas och de slutna bänkarna görs bekvämare. I koret anordnas ett dopfuntspodium. Predikstolens trappa tas bort och uppgången genom muren återställs. Sakristian möbleras med nya skåp. Vapenhuset inreds till begravningskapell. All inredning nymålas; korfönstret erhåller en glasmålning av Yngve Lundström. Triumfkrucifixet sätts upp och andra medeltida skulpturer placeras på lämpliga platser. Elektrisk uppvärmning anordnas.

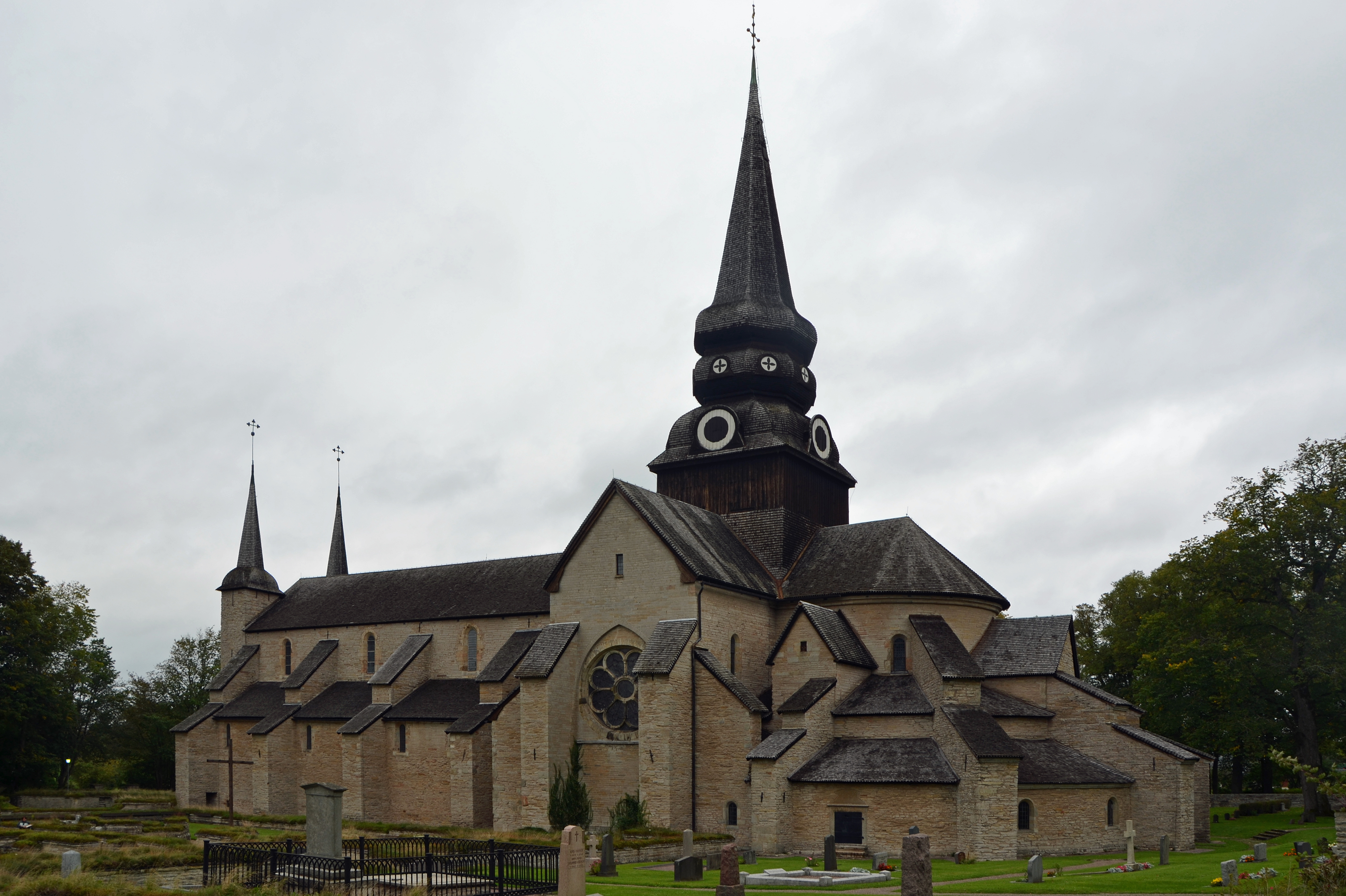
Varnhems klosterkyrka, Västergötland

- Varnhems klosterkyrka, Västergötland: Omfattande ut- och invändig restaurering 1918–1923. Utvändigt repareras takkonstruktioner och tornspiror och taken täcks med handklyvna ekspån. Fasaderna befrias från överputsning, lagning och fogstrykning. Runt hela kyrkobyggnaden schaktas marken av och en ny betonggrund gjuts till frostfritt djup såväl under de medeltida murarna som under de i mitten av 1600-talet tillkomna strävpelarna. Den till medeltida nivå försänkta marken dräneras omsorgsfullt och terrängen ordnas med kalkstensgångar och gräsmattor. Invändigt rengörs väggar och valv och vissa partier såsom pelare, valvbågar, valvanfang och dylikt befrias från överputsning. Samtliga arkitekttoniskt bärande och arbetande delar, vilka är utförda av finhuggen kalksten och sandsten, blottas och fogstryks. I samband med detta återställs några ursprungliga dörrar och fönster. Golven läggs om och sänks till den ursprungliga medeltida nivån. Nio av de stora medeltida pelarna mellan mitt- och sidoskeppen får ny grund av betong. Orgelläktaren byggs om helt och orgelhuset förses med en ny fasad i anslutning till Magnus Gabriel de la Gardies från 1673. Den gamla läktarbarriären från 1600-talet återuppsätts. Lekbrödernas altare återskapas på sin gamla plats och Birger jarls återfunna grav restaureras. Samtliga gravkor renoveras och försätts i värdigt skick. Alla inventarier och möbler i kyrkan ordnas om i anslutning till klostertidens trenne kor och presbyterium. Längst i väster lämnas således ett stort bänklöst parti, vilket ligger tre steg lägre än mittskeppets östra del, avslutat mot öster av lekbrödraaltaret och Birger jarls grav och motsvarande munkarnas lekbrödrakor. Därefter följer ett mindre mellanparti, munkarnas sjukkor, samt slutligen ett östligt parti helt upptaget av bänkarna och motsvarande munkkoret. I kyrkans högkor, klostrets presbyterium, vars golv ligger mellan tre och sju steg över mittskeppets, läggs en del gravstenar tillbaka; konungastolarna och korskranket å muren mellan kor och koromgång återuppsätts och en ny låg rak altarbarriär uppsätts i stället för altarringen. I norra tvärskeppet anordnas ett dopkapell, vilket avskiljs med ett högt skrank, vilket vid renoveringen under De la Gardie placerades framför högkoret. Dopfunten ställs på ett podium vid västra väggen, som här återfått sin medeltida höjd. Altartavlan, konungastolarna och predikstolen befrias från senare övermålningar och de ursprungliga målningsdekorationerna konserveras. Slutligen förses kyrkan med elektrisk uppvärmning.
- Sankt Nicolai kyrka, Nyköping, Södermanland: Invändig restaurering 1923–1925. Altaret flyttas fram från östra väggen och omkring detta ordnas med en passage skild från koret medelst ett skrank. I koret placeras nya rikt skurna sidobänkar. Predikstolen flyttas mot öster. För att ge bättre rymd åt den låga interiören rivs samtliga läktare. Under tornet inreds ett dopkapell och dess fönster förses med glasmålning av Einar Forseth. Piporgeln placeras på ett podium i norra sidoskeppet. Till orgeln ansluts ett ekoverk bakom altaret. Långhuset erhåller nya slutna bänkkvarter. Samtliga murytor knackas rena och putsas om. Trägolvet ersätts med kalkstensgolv, varvid kordelen höjs och alla gamla gravstenar läggs på sina ursprungliga platser. Kyrkan får nya entrédörrar med vindfång och nya fönster med blyinfattat glas. Korfönstren förses med dekorativ glasmålning av Yngve Lundström. Sakristian inreds med nya skåp och befintliga kalkmålningar från 1600-talet tas fram och konserveras. Ett inventiöst textilieskåp, dekorerat med pannåer av Gunnar Torhamn, sätts upp i norra sidoskeppets västra ände. All inredning förses med dekorativa målningar av Filip Månsson. Varmvattensuppvärmning införs.

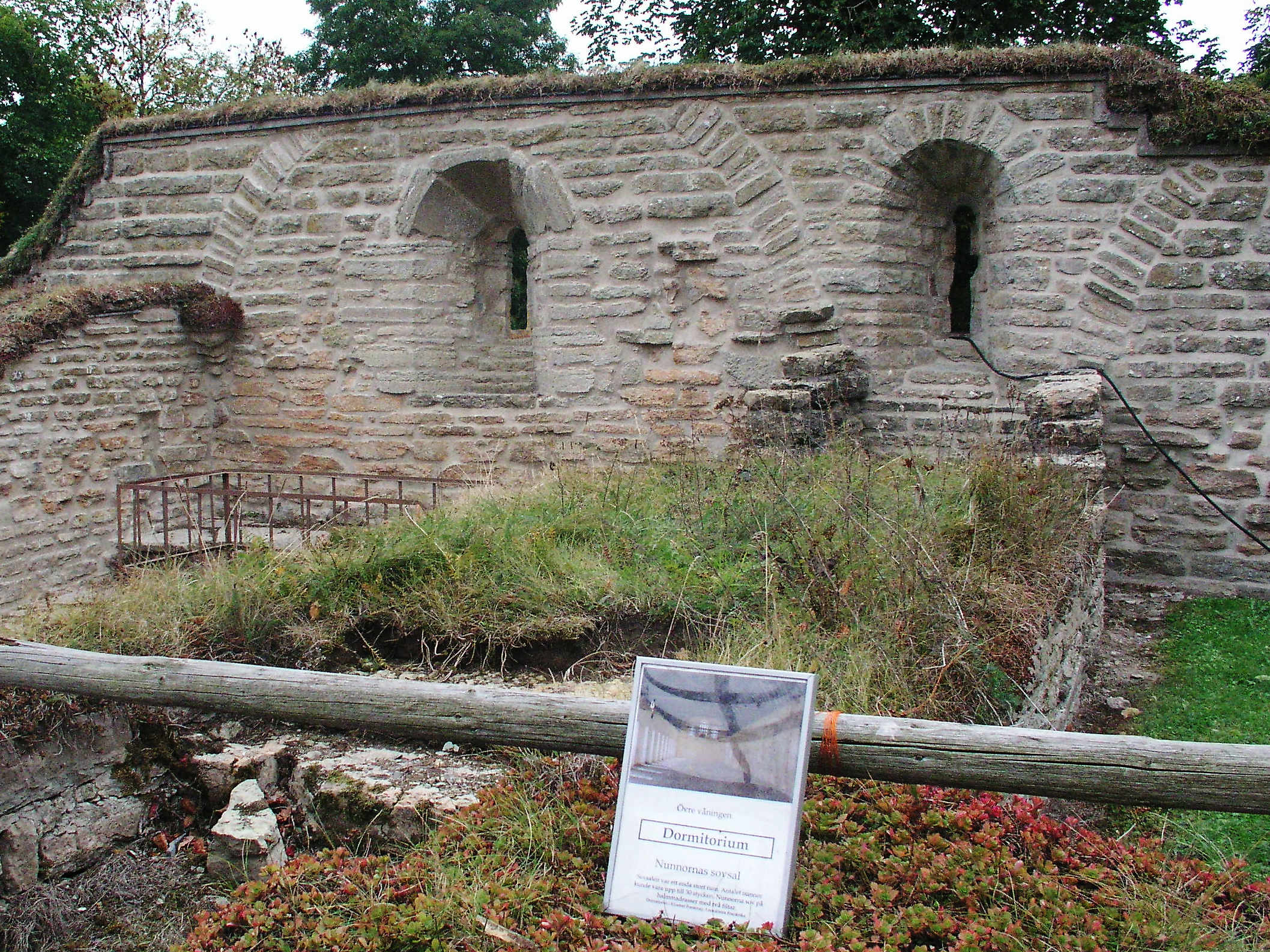
Vreta kloster, Östergötland

- Vreta kloster, Östergötland: Framgrävning och konservering av klosterruinen 1916–1926. Klostrets kvarvarande murar, förut nästan helt dolda under marken, grävs fram och konserveras, varvid korsgången markeras med en pergola. Området gräsbesås och planteras med blommor och klängväxter. Hos det så kallade klosterhusets förstärks grunden och rasade murar och valv återuppbyggs. I byggnaden anordnas ett museum för framgrävda stenfragment.

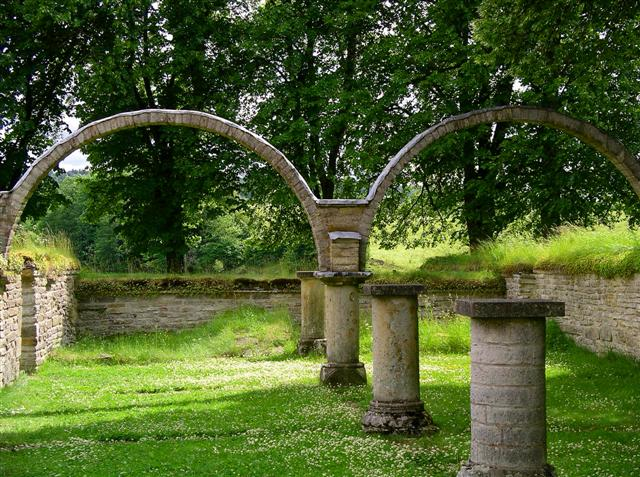
Varnhems kloster, Västergötland

- Varnhems kloster, Västergötland: Utgrävning och konservering av ruinerna efter klostrets huvudbyggnad under ledning av Sigurd Curman & arkitekten och arkeologen Axel Forssén 1923–1928. I samband med schaktningsarbetena för marksänkningen kring kyrkan blottades de närmast kyrkan liggande delarna av klostrets ruiner och nu grävs hela huvudbyggnaden ut. Denna består av trenne längor kring klostergården och korsgången, den östra munkarnas, den västra lekbrödernas och den södra de stora gemensamma rummen, refektorium och kök. I kullen sydost om klosterruinen hittar Axel Forssén grundmurar som han misstänker skulle kunna härröra från en mindre kyrka eller borg äldre än klosterkyrkan. Jämsides med utgrävnings- och konserveringsarbetena utförs omfattande arkeologiska undersökningar, varvid de talrika och delvis mycket dyrbara fynden ordnas och ställs ut i ett invid klosterområdet nyuppfört museum.

### Övrigt

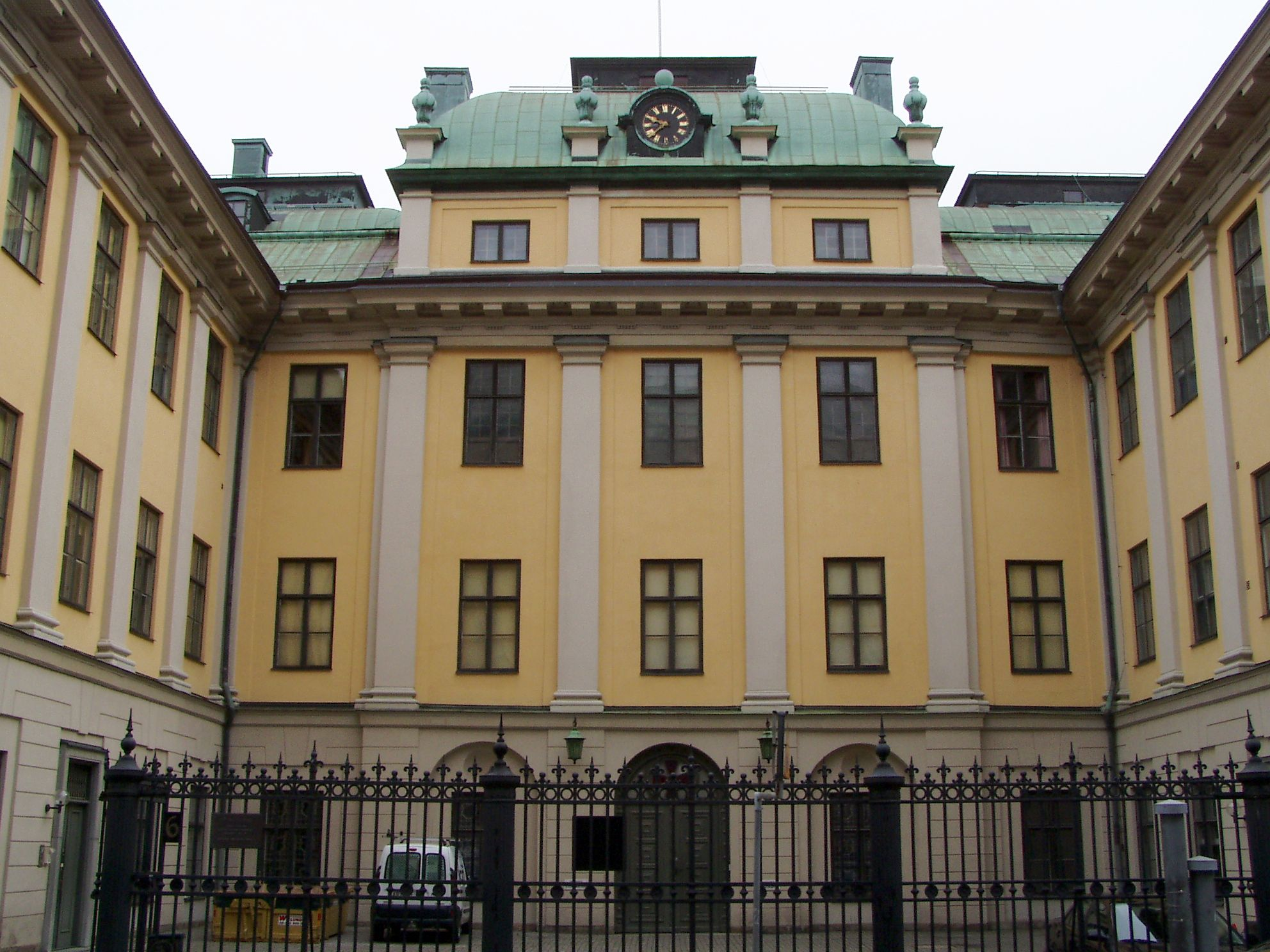
Bååtska palatset, Stockholm

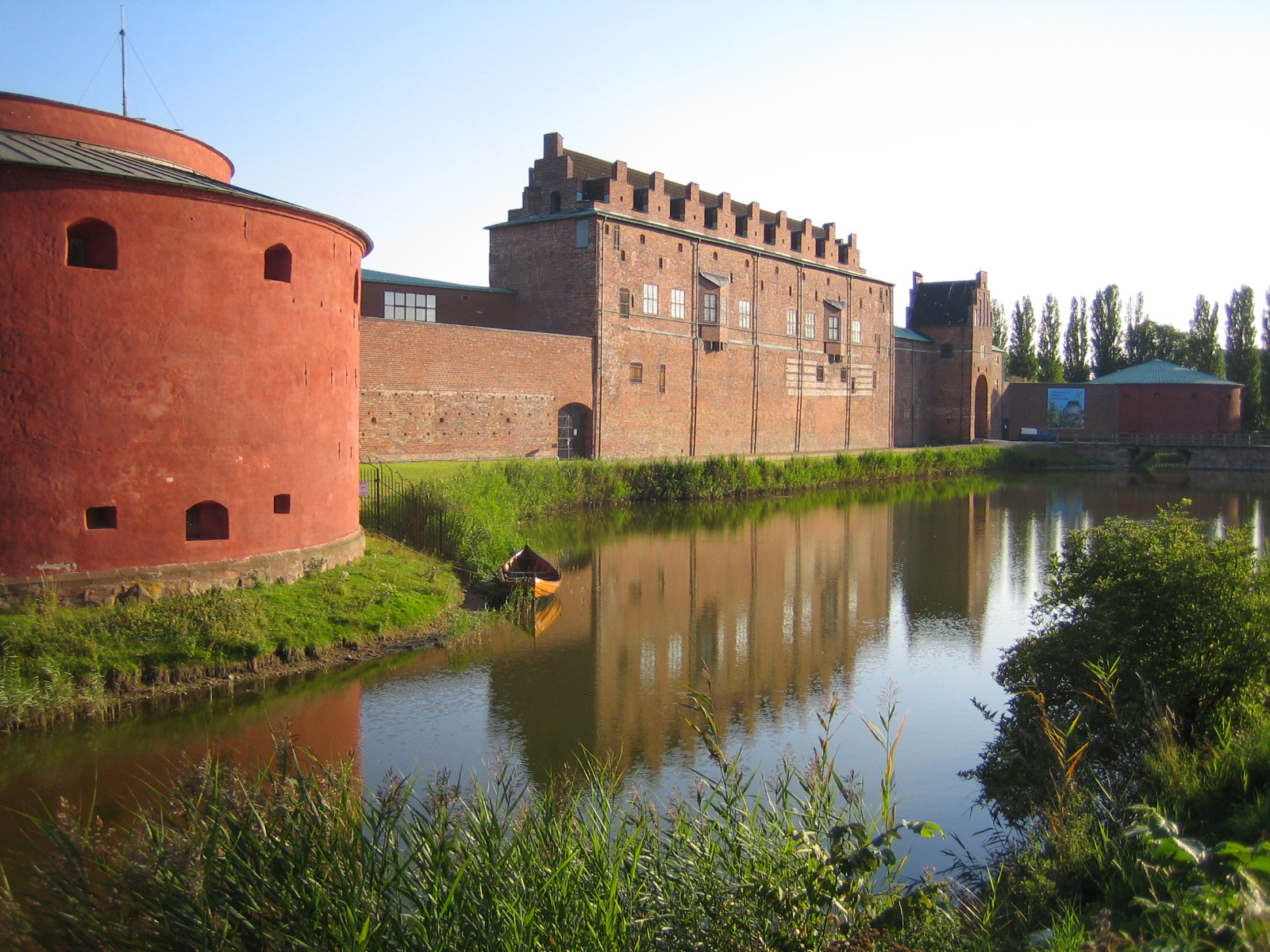
Malmöhus slott, Malmö

- Bjärka-Säby slott, Östergötland: Tillsammans med arkitekt Erik Fant återställande av den runda salongen och några andra rum i nya slottet till 1700-talskaraktär 1920–1921
- Bålby herrgård, Närke: 1920–1921
- Bååtska palatset, Stockholm: 1920-talets första år
- Gimo herrgård, Uppland: Restaurering av disponentsbyggnaden 1921–1923
- Stockholms Frimurarhotells äldre del 1921–1923
- Malmöhus, Skåne: Restaurering och renovering 1920-talet
- Nyköpingshus, Södermanland: Restaurering 1920-talet
- Läckö slott, Västergötland: Restaurering 1920-talet

## Sigurd Curmans arkiv
Sigurd Curmans personarkiv är deponerat i Antikvarisk-topografiska arkivet vid Riksantikvarieämbetet, som en deposition av Kungliga biblioteket. Arkivet skänktes i slutet av 1970-talet till Kungliga biblioteket av familjen Curman.
I Statens porträttsamling på Gripsholms slott återfinns Arne Cassels "Hedersporträtt" över Sigurd Curman, en bröstbild utförd 1961.